# Landkreis Hofheim in Unterfranken
Der Landkreis Hofheim in Unterfranken, amtlich Landkreis Hofheim i.UFr., gehörte zum bayerischen Regierungsbezirk Unterfranken.

## Geographie
Der Landkreis grenzte 1972 im Uhrzeigersinn im Nordosten beginnend an den Kreis Hildburghausen im Bezirk Suhl der Deutschen Demokratischen Republik sowie an die Landkreise Ebern, Haßfurt, Schweinfurt, Bad Kissingen und Königshofen im Grabfeld.

## Namen
1900–1924: Hofheim
1924–1938: Hofheim in Unterfranken
1938–1946: Hofheim in Mainfranken
1946–1972: Hofheim in Unterfranken

## Geschichte

### Bezirksamt
Das bayerische Bezirksamt entstand zum 1. Oktober 1900 aus Teilen des Bezirksamtes Königshofen im Grabfeld.
Am 1. Juli 1920 wurde das Bezirksamt Hofheim in Unterfranken um die unmittelbare Stadt Königsberg in Franken
sowie die Gemeinden Altershausen, Dörflis, Erlsdorf, Hellingen, Köslau, Kottenbrunn und Nassach des Landratsamts Coburg vergrößert. Hierbei handelte es sich um Exklaven des nach Bayern eingegliederten Freistaates Coburg.

### Landkreis
Am 1. Januar 1939 wurde die reichseinheitliche Bezeichnung Landkreis eingeführt. So wurde aus dem Bezirksamt der Landkreis Hofheim in Unterfranken.
Durch die Gebietsreform in Bayern wurde der Landkreis am 1. Juli 1972 aufgelöst. Die Gemeinden Altenmünster, Birnfeld, Fuchsstadt, Mailes, Oberlauringen, Stadtlauringen, Sulzdorf, Wettringen und Wetzhausen wurden in den Landkreis Schweinfurt eingegliedert. Alle übrigen 41 Gemeinden kamen zum neuen Haßberg-Kreis, der am 1. Mai 1973 in Landkreis Haßberge umbenannt wurde.

## Einwohnerentwicklung
| Jahr | Einwohner | Quelle |
| ---- | --------- | ------ |
| 1900 | 13.935    | [ 5 ]  |
| 1910 | 13.610    | [ 5 ]  |
| 1925 | 15.946    | [ 6 ]  |
| 1939 | 15.397    | [ 7 ]  |
| 1950 | 21.727    | [ 8 ]  |
| 1960 | 18.500    | [ 9 ]  |
| 1971 | 18.900    | [ 10 ] |

## Gemeinden
Dem Landkreis Hofheim in Unterfranken gehörten 49 Gemeinden an:

Landkreis Hofheim in Unterfranken, Gemeindegrenzenkarte von 1961

- Aidhausen
- Altenmünster
- Altershausen
- Birkach
- Birkenfeld
- Birnfeld
- Bundorf
- Burgpreppach
- Dippach
- Ditterswind
- Dörflis
- Eichelsdorf
- Erlsdorf
- Ermershausen
- Fitzendorf
- Friesenhausen
- Fuchsstadt
- Gemeinfeld
- Goßmannsdorf
- Happertshausen
- Hellingen
- Hofheim i.Ufr., Stadt
- Hohnhausen
- Ibind
- Junkersdorf
- Kerbfeld
- Kimmelsbach
- Königsberg i.Bay., Stadt
- Köslau
- Kottenbrunn
- Lendershausen
- Mailes
- Manau
- Nassach
- Neuses
- Oberlauringen
- Ostheim
- Reckertshausen
- Rügheim
- Schweinshaupten
- Stadtlauringen
- Stöckach
- Sulzbach
- Sulzdorf
- Ueschersdorf
- Unfinden
- Walchenfeld
- Wettringen
- Wetzhausen

## Kfz-Kennzeichen
Am 1. Juli 1956 wurde dem Landkreis bei der Einführung der bis heute gültigen Kfz-Kennzeichen das Unterscheidungszeichen HOH zugewiesen. Es wurde bis zum 3. August 1974 ausgegeben. Seit dem 1. April 2014 ist es im Landkreis Haßberge wieder erhältlich.